# Horatius de Hooch

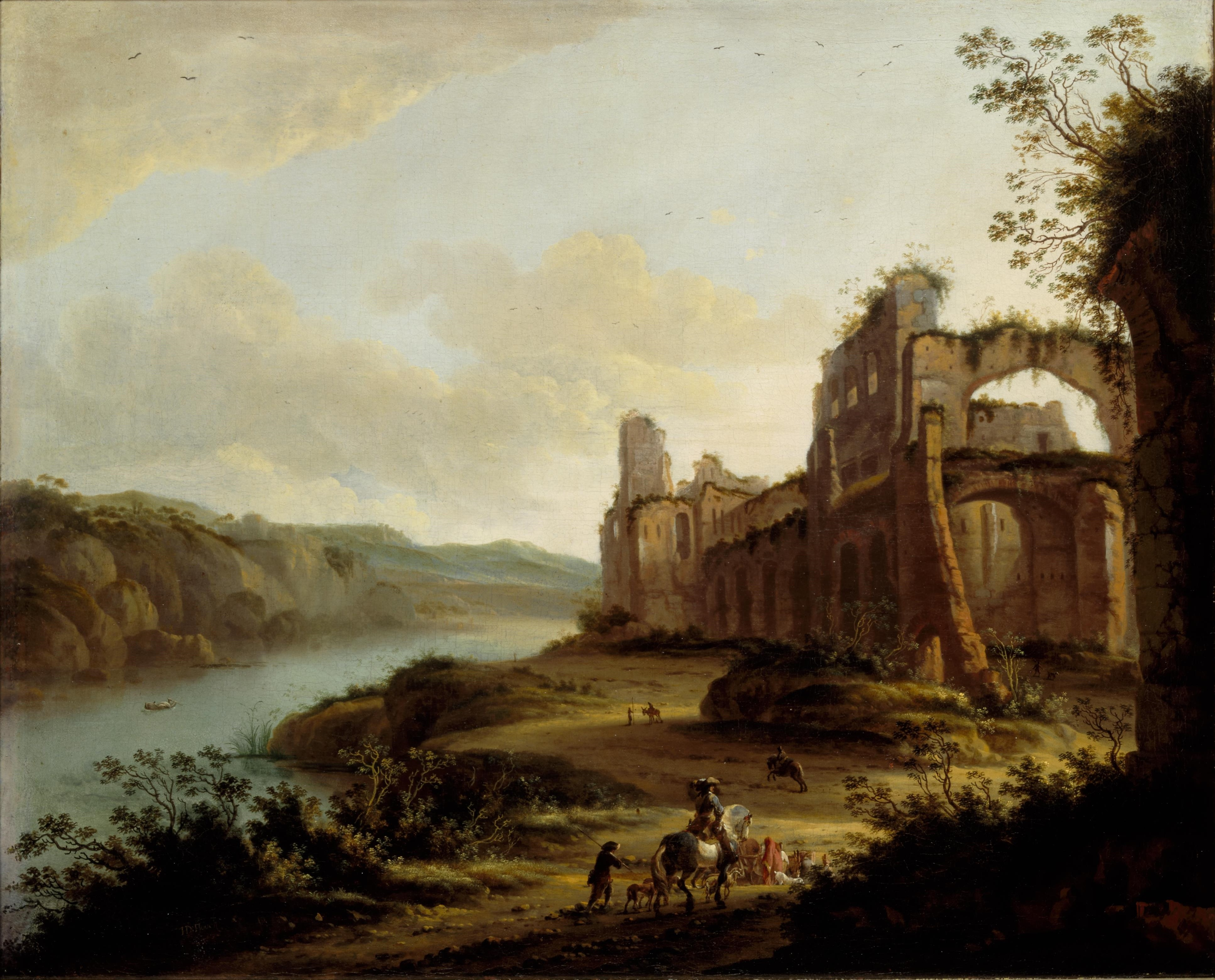
Paisaje con ruinas, firmado HD: Hooch, óleo sobre lienzo, 53,7 x 66 cm, Utrecht, Centraal Museum.

Horatius de Hooch (f. 1652-1686) fue un pintor barroco neerlandés especializado en la pintura de paisaje.

## Biografía
Apenas se tienen noticias de la vida de Horatius de Hooch, de quien se conocen paisajes italianizantes fechados entre 1652 (Paisaje del sur con viajeros ante una ruina, Copenhague, Nationalmuseet) y 1686. Consta que en 1669 ejercía como decano del gremio de pintores de Utrecht. Sin embargo, es posible que con anterioridad hubiese trabajado en Ámsterdam, donde se cita en 1653 un paisaje nocturno de Hooch en poder de un marchante de arte de aquella localidad.
La obra conservada está formada en su totalidad por paisajes italianizantes, a menudo con ruinas que en algún caso son reconocibles, como el Paisaje con ruinas del Centraal Museum de Utrecht, cuyas ruinas junto al río recuerdan las del palacio del emperador Septimio Severo en el Monte Palatino, o el Paisaje con el ábside y el campanile de la iglesia de Santi Giovanni e Paolo en Roma (Budapest, Szépmüvészeti Múzeum).